# Tasso (Francia)
Tasso (in corso Tassu) è un comune di 100 abitanti situato nel dipartimento della Corsica del Sud nella regione della Corsica (Francia).
Il villaggio si estende in una vallata e presenta una sfilata di aggraziate facciate antiche. Nei pressi c'è il Ponte di Bracone.

## Società

### Evoluzione demografica
Abitanti censiti